# Django à Liberchies
Django à Liberchies est un festival de jazz manouche qui a lieu chaque année en mai ou en juin depuis 2003 à Liberchies en Belgique, village où est né Django Reinhardt en 1910.

## Django Reinhardt
La famille de Django a l'habitude de s'installer pour l'hiver à Liberchies, au lieu-dit Flache au Corbia (la mare aux corbeaux en dialecte carolorégien), à la limite de trois villages (Liberchies, Buzet et Luttre) aujourd’hui regroupés au sein de la commune de Pont-à-Celles. 
Les règlements communaux interdisant aux gens du voyage de résider plus de quelques jours dans un même village, il suffisait de déplacer régulièrement les roulottes de quelques mètres pour se trouver dans le village voisin.

## Le festival
Le premier Festival International Django Reinhardt à l'initiative de la Maison des Jeunes de Luttre et du Centre d'Education Populaire et de Promotion culturelle a lieu en août 1962 aux "Quatre Bras" de Liberchies avec le Dany Doris trio, Jean Lou et son bastringue, Nicolas Klekowski trio et le Hot Club de Rotterdam vu l'énorme succès il se déplaça sur la place communale de Liberchies les 14 et 15 septembre 1963, en présence de plus de 11 000 festivaliers présenté par Michel Lemaire, Nicolas Dor, et. Organisé par le Centre d'éducation populaire et de promotion culturelle (CEPPC) placé sous la présidence de Charles Petitjean et reconduit tous les ans, le festival programma de grands noms du jazz comme Stéphane Grapelli, Memphis Slim, Al Jones, Steve Houben, Chet Baker, Dexter Gordon, les Piotos et bien sûr de grands guitaristes comme René Thomas, Ken Sykora, Joseph Reinhardt, Kutty Weiss, Rafael Faïs et bien d'autres.
En 2003, pour célébrer le 50e anniversaire de la mort de Django Reinhardt, la commune de Pont-à-Celles, en collaboration avec l'association sans but lucratif (asbl) Pays de Geminiacum (aujourd'hui Centre culturel de Pont-à-Celles) et le Centre d'Education Populaire et de Promotion Culturelle qui a composé l'affiche et rémunéré les artistes, organisent le dernier festival international de jazz Django Reinhardt pour faire place ensuite à Django à Liberchies. Le festival aura duré plus de 40 ans sous la houlette du C.E.P.P.C composé de bénévoles !
Le Django à Liberchies se déroule chaque année, depuis 2004, en mai ou en juin sur la place du village et est organisé par le Centre culturel de Pont-à-Celles. 
En 2023, le festival est rebaptisé "Django Jazz".

### Djang'Off
Au-delà de la ligne artistique centrée sur le jazz manouche, le festival propose un éventail d'animations dans le village sous le nom de « Djang'Off » : spectacles de rue, fanfares, ateliers d’éveil musical, exposition artistique, visites guidées.

### Salle muséale Django Reinhardt
Inaugurée en 2010 lors du 100e anniversaire de la naissance de Django Reinhardt, la salle du petit musée local de Liberchies retrace le périple du musicien au-travers de son œuvre et des personnalités qu’il a rencontrées.
Enrichie de nombreux dons, dont ceux de l'écrivain Marc Danval et du guitariste manouche Titi Bamberger, la salle recèle une collection de disques 33 tours et 78 tours. Une iconographie détaille chaque étape de la vie du musicien.